# Bavaria Slavica
Bavaria Slavica (рус. Славянская Бавария) — историографический термин, обозначающий область на северо-востоке Баварии, которую занимали западные славяне в период Раннего и Высокого Средневековья. Bavaria Slavica рассматривается как часть более широкого термина Germania Slavica.

## Общие сведения
Процесс заселения Баварии славянами начался в результате их миграции из Подунавья и Богемии на земли современных Верхней Франконии и Верхнего Пфальца в VI—IX вв.; в X—XI вв. происходило дальнейшее освоение верховий Майна. В какой племенной конфигурации находились баварские славяне, неизвестно; в письменных источниках VIII—X вв. их именуют по названиям местных рек «майнскими вендами», «регницкими вендами» или «набскими вендами». Впоследствии они были ассимилированы франками и баварами, но следы их давнего обитания до сих пор отражены в разнообразных памятниках, являющихся предметом исследований.

## Письменные источники
Располагаемые свидетельства отрывочны и в основном относятся к окрестностям Бамберга.
Самое раннее достоверное сообщение о славянах в бассейне реки Майн датировано 741 годом и связано с созданием Вюрцбургской епархии. Около 790 года Карл Великий поручает Вюрцбургскому епископу Беровельфу построить 14 церквей для принявших крещение славян на Майне и Регнице. В Диденхофенском капитулярии 805 года Халльштадт, Форххайм, Премберг и Регенсбург перечислены как таможенные заставы, предназначенные для торговли между франками и славянами. На 863 год приходится первое упоминание о славянах в Верхнем Пфальце. В связи с выдачей земельных наделов для Фульдского аббатства и церквей в Вюрцбурге и Ансбахе с VIII по X вв. неоднократно упоминаются поселения в «славянских краях» (нем. Slawenland). В записи 1007 года, посвящённой основанию Бамбергской епархии, прямо указывается на христианизацию баварских славян; кроме того, на Бамбергском епархиальном синоде в 1059 году нежелание баварских славян платить десятину и их приверженность языческим обычаям всё ещё являлись предметом обсуждения (впрочем, на следующем архиерейском синоде 1087 года этот вопрос уже не удостоен внимания).

## Ономастика

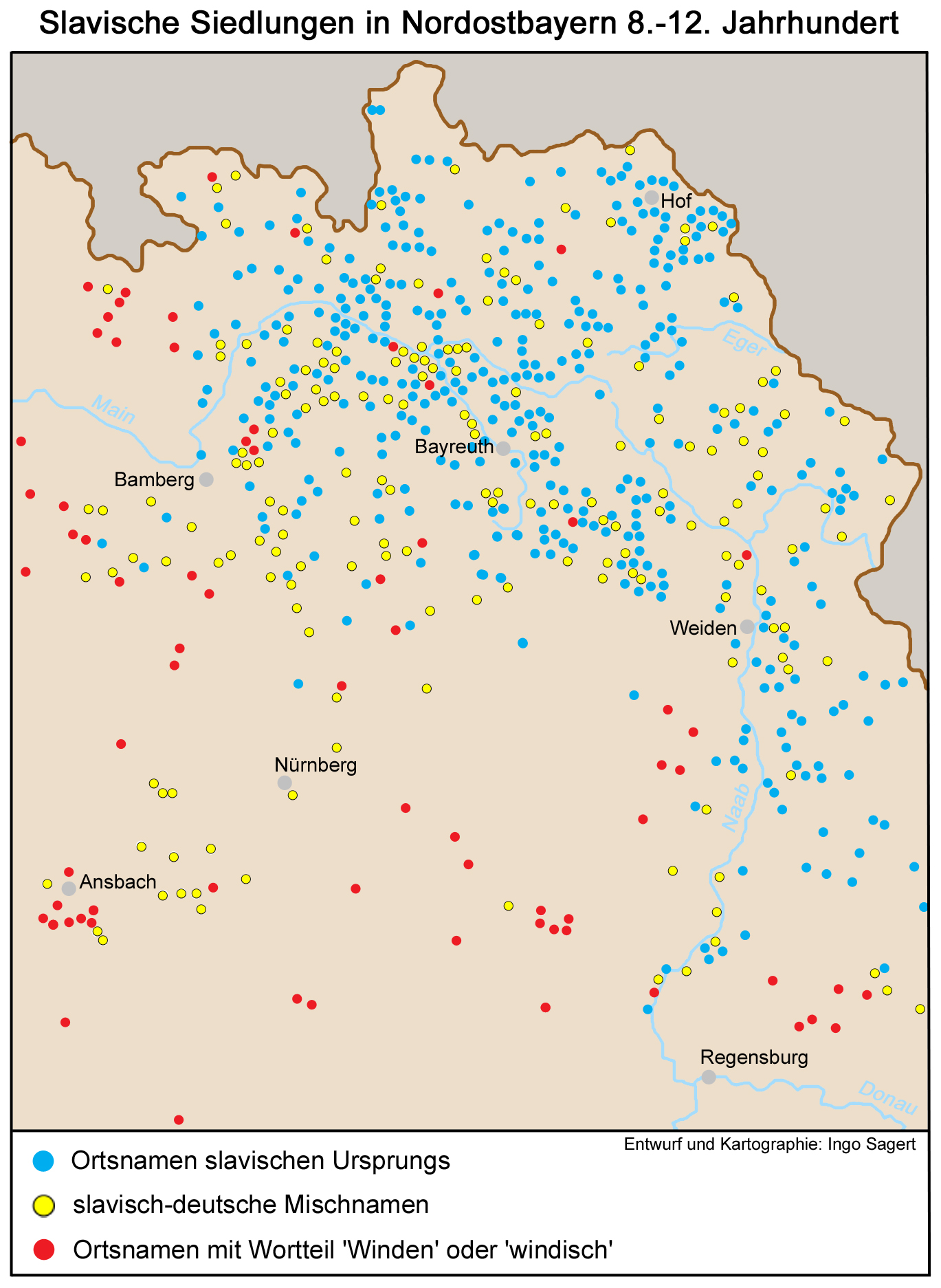
Карта северо-восточной Баварии, на которой отмечены относящиеся к славянам названия: синим — собственно славянские, жёлтым — смешанные славянско-немецкие, красным — немецкие с обозначающими славян словами Winden и windisch

В топонимии Верхней Франконии и Верхнего Пфальца часто встречаются славянские наименования с суффиксами -itz (от славянского -ица, -ицы), -au (от славянского -ов, -ово) и др.; также нередки немецкие названия с корнем -wind-, указывающие на то, что немцы ассоциировали данные места с присутствием «вендов». 
По фонетическим особенностям среди славянских топонимов Баварии можно выделить два типа:
- Серболужицкий. В основном распространён в верховьях Майна и характеризуется метатезой *TorT > TroT, типичной для соседних серболужицких племён. Один из примеров — Грайц/Graitz (в 1071 г. зафиксировано написание Grodez) от слав. *Grodьcь «городец».

- Чешский. В основном распространён в Верхнем Пфальце и характеризуется метатезой *TolT > TlaT, типичной для соседних чешских племён. Один из примеров — Фланиц/Flanitz (в 1009 г. зафиксировано написание aqua Fladniza) от слав. *Blatьnica — «Блатница/Болотница», «болотистая река/река в болотистой местности».

## Язык
Майнсковенедский язык

## Археология
Археологические находки, в частности, керамические сосуды с характерным волновым орнаментом и металлические украшения, свидетельствуют о тесной связи баварских славян с их восточными сородичами; несомненно, материальная культура создавалась под влиянием тех же традиций, что бытовали в Богемии, а также на территории междуречья Эльбы и Зале. К сожалению, артефакты наряду с историческими текстами не позволяют установить происхождение отдельных групп и отследить хронологию их перемещения; датировка артефактов часто имеет погрешность вплоть до столетия. Важную информацию содержат захоронения, хоть их точная периодическая классификация в промежутке с VIII по XI вв. также вызывает трудности. В отличие от западных регионов Баварии, на её северо-восточной части умерших закапывали вместе с предметами быта: одеждой, украшениями, пищей. Эта традиция контрастирует с христианской и представляет собой ярко выраженный языческий реликт. Франко-славянские захоронения каролингско-оттонской эпохи позволяют выдвигать предположение о том, что ассимиляция баварских славян могла осуществляться ненасильственным образом.